# مقاطعة أرمينيا
أوبلاست أرمينيا أو المقاطعة الأرمنية (بالروسية: Армянская область)‏ و(بالأرمنية: Հայկական մարզ)‏، و(بالأذرية: Erməni vilayəti)‏ كانت أوبلاست (مقاطعة) من النيابة الملكية على القوقاز للإمبراطورية الروسية وكانت موجودة من 1828 إلى 1840. هي تتوافق مع معظم مناطق وسط أرمينيا الحالية، ومقاطعة إغدير في تركيا، ومُعزل نخجوان في أذربيجان. كان مركزها الإداري يريفان.

## التاريخ
تم إنشاء أوبلاست أرمينيا من أراضي خانات يريفان ونخجوان السابقة، التي تم التنازل لروسيا من قبل فارس تحت معاهدة تركمانجاي بعد الحرب الروسية الفارسية (1826-1828). صار إيفان باسكيفيتش، القائد العسكري الأوكراني المولد وبطل الحرب، «كونت يريفان» في عام إنشاء الإقليم.
في عام 1829، سافر المستكشف الألماني البلطيقي فريدريش باروت من جامعة دوربات (تارتو) إلى الإقليم كجزء من رحلته الاستكشافية لتسلق جبل أرارات. وبرفقة الكاتب الأرميني خجادور أبوفيان وأربعة آخرين، قام باروت بالصعود الأول لأرارات في التاريخ المسجل من دير القديس هاكوب الأرمني في أخوري (يني دوغان الحديثة).
تم حل الأوبلاست في عام 1840 وتم دمج أراضيه في مقاطعة جديدة أكبر، هي جورجيا إيميريتيا. لكن هذا التقسيم الجديد لم يدم طويلًا. وفي عام 1844، أعيد تأسيس النيابة الملكية على القوقاز، حيث شكل الإقليم الأرمني السابق تقسيمًا فرعيًا لمحافظة تيفليس. وفي عام 1849 تم إنشاء محافظة يريفان منفصلة عن محافظة تفليس. شملت أراضي خانات يريفان نخجوان السابقة.

## التركيبة السكانية
من أجل الحصول على معلومات ديموغرافية عن الأراضي الأرمنية المكتسبة حديثًا، أرسلت السلطات القيصرية إيفان شوبان إلى الأوبلاست في عام 1829 لإجراء تعداد للسكان. شكل المسلمون، بمن فيهم التتار (الأذر اليوم) والكرد والفرس، غالبية السكان، بينما شكل الأرمن المسيحيون أقلية كبيرة جدًا. زاد عدد الأرمن بشكل كبير بعد أن سماح وتشجيع الحكومة الروسية للأرمن، الذين يعيشون في الأراضي الفارسية والتركية، للهجرة إلى القوقاز الروسية. سُمح للأسرى الأرمن الذين عاشوا في بلاد فارس منذ 1804 أو حتى منذ 1795 بالعودة. بحلول عام 1832، استقر حوالي 45،000 أرمني في الأوبلاست.

## الأدب
- رحلة إلى أرزروم، ألكسندر بوشكين، 1835–1836
- جروح أرمينيا، خاتشاتور أبوفيان، 1841